# Schausia schultzei
Schausia schultzei är en fjärilsart som beskrevs av Aurivillius 1925. Schausia schultzei ingår i släktet Schausia och familjen nattflyn. Inga underarter finns listade.